# بیگلو اروسپیس
بیگلو اروسپیس (انگلیسی: Bigelow Aerospace) شرکت هوافضای آمریکایی است، که در سال ۱۹۹۸ تأسیس شد.